# Mangakafé
Ett mangakafé är ett kafé där besökarna kan läsa manga. Vanligtvis betalar man för tiden man stannar där och läser man mangan på plats. Ibland kan man även hyra manga. Kaféerna är vanliga och populära i Japan, där de kallas mangakissa (漫画喫茶), men är inte så vanliga eller kända i Sverige.
Många mangakaféer tillhandahåller även datorer med internet, precis som många internetkaféer i Japan tillhandahåller manga. Andra tjänster som ofta finns är teve, varuautomater och tv-spel med mera.

## Kritik

### I Japan
De senaste åren har mangakaféernas mangasamlingar kraftigt ökat. Därför har det dykt upp organisationer med mangatecknare som hävdar att detta helt säkert har en negativ effekt på försäljningen av nya och begagnade mangor. (maj 2001)